# Sympycnus latifasciatus
Sympycnus latifasciatus är en tvåvingeart som beskrevs av Octave Parent 1935. Sympycnus latifasciatus ingår i släktet Sympycnus och familjen styltflugor. Inga underarter finns listade i Catalogue of Life.